# Barry Galbraith
Joseph Barry Galbraith (Pittsburgh, 18 december 1919 - Bennington (Vermont), 13 januari 1983) was een Amerikaanse jazzgitarist in de jazz en cool jazz.

## Biografie
Galbraith, een autodidact, speelde begin jaren veertig in New York bij Babe Russin, Art Tatum, Red Norvo, Hal McIntyre en Teddy Powell. Hij werkte bij het orkest van Claude Thornhill, in 1941-42 en, na zijn diensttijd, in 1946-49. In 1953 toerde hij met Stan Kenton.
Galbraith werkte als studiomuzikant voor NBC en CBS (tot 1955) en speelde in de jaren vijftig en zestig mee op talloze opnames, onder meer van Joe Puma, Eddie Bert, Coleman Hawkins, Tito Puente, Charles Mingus, Don Elliott, Creed Taylor, George Russell, Jackie Paris, Tony Mottola, Jimmy Smith, Illinois Jacquet en Stanley Turrentine. Hij begeleidde in de studio tevens zangeressen als Anita O'Day, Billie Holiday, Helen Merrill, Sarah Vaughan en Dinah Washington.
In 1961 verscheen hij in de film After Hours. In 1963-64 speelde hij mee op Gil Evans's album The Individualism of Gil Evans en in 1965 werkte hij mee aan Stan Getz' and Eddie Sauter's soundtrack voor de film Mickey One. Van 1970 tot 1975 gaf hij les aan CUNY, in 1982 verscheen van hem een gitaar-instructieboek. In de jaren 1976-77 was hij docent aan New England Conservatory in Boston.

## Discografie (selectie)

### Als 'sideman'
Met Manny Albam
- Brass on Fire (Solid State, 1966)

Met Cannonball Adderley
- Jump for Joy (EmArcy, 1958)

Met John Benson Brooks
- Alabama Concerto (Riverside, 1958)

Met Clifford Brown
- Clifford Brown with Strings (EmArcy, 1955)

Met Ruth Brown
- Ruth Brown '65 (Mainstream, 1965)

Met Jimmy Cleveland
- Introducing Jimmy Cleveland and His All Stars (EmArcy, 1955)

Met Al Cohn, Bill Perkins en Richie Kamuca
- The Brothers! (RCA Victor, 1955)

Met Freddy Cole
- Waiter, Ask the Man to Play the Blues (Dot, 1964)

Met Gil Evans
- Into the Hot (Impulse!, 1961)
- The Individualism of Gil Evans (Verve, 1964)

Met Art Farmer
- Last Night When We Were Young (ABC-Paramount, 1957)
- Listen to Art Farmer and the Orchestra (Mercury, 1962)

Met Maynard Ferguson
- The Blues Roar (Mainstream, 1965)

Met Curtis Fuller
- Cabin in the Sky (Impulse!, 1962)

Met Stan Getz
- Stan Getz Plays Music from the Soundtrack of Mickey One (MGM, 1965)

Met Johnny Griffin
- White Gardenia (Riverside, 1961)

Met Johnny Hartman
- The Voice That Is! (Impulse!, 1964)

Met Coleman Hawkins
- The Hawk Flies High (1957)
- Desafinado (Impulse!, 1962)

Met Billie Holiday
- Lady in Satin (Columbia, 1958)

Met John Lee Hooker
- It Serves You Right to Suffer (Impulse!, 1966)

Met Milt Jackson
- Ballads & Blues (Atlantic, 1956)
- The Ballad Artistry of Milt Jackson (Atlantic, 1959)
- Jazz 'n' Samba (Impulse!, 1964)

Met J. J. Johnson
- Goodies (RCA Victor, 1965)

Met Hank Jones
- Gigi (Golden Crest, 1958)
- The Talented Touch (Capitol, 1958)

Met Stan Kenton
- The Kenton Era (Capitol, 1940–54, [1955])

Met Steve Kuhn en Toshiko Akiyoshi
- The Country and Western Sound of Jazz Pianos (Dauntless, 1963)

Met John Lewis
- The John Lewis Piano (Atlantic, 1957)

Met Mundell Lowe
- Satan in High Heels (soundtrack) (Charlie Parker, 1961)

Met Gary McFarland en Clark Terry
- Tijuana Jazz (Impulse!, 1965)

Met Jimmy McGriff
- A Bag Full of Blues (Solid State, 1967)

Met Carmen McRae
- Birds of a Feather (Decca, 1958)

Met Helen Merrill
- Helen Merrill with Strings (EmArcy, 1955)

Met Mark Murphy
- Rah! (Riverside, 1961)

Met Oliver Nelson
- Impressions of Phaedra (United Artists Jazz, 1962)
- Oliver Nelson Plays Michelle (Impulse!, 1966)

Met Joe Newman
- Salute to Satch (RCA Victor, 1956)

Met Anita O'Day
- All the Sad Young Men (Verve, 1962)

Met Jackie Paris
- The Song Is Paris (Impulse!, 1962)

Met Paul Quinichette
- Moods (EmArcy, 1954)

Met George Russell
- The Jazz Workshop (RCA Victor, 1957)
- New York, N.Y. (Decca, 1959)
- Jazz in the Space Age (Decca, 1960)

Met Shirley Scott
- Everybody Loves a Lover (Impulse!, 1964)
- Great Scott!! (Impulse!, 1964)

Met Jimmy Smith
- Hoochie Coochie Man (1966)

Met Sonny Stitt
- The Matadors Meet the Bull (Roulette, 1965)

Met Gábor Szabó
- Gypsy '66 (Impulse!, 1966)

Met Clark Terry and Chico O'Farrill
- Spanish Rice (Impulse!, 1966)

Met The Thad Jones / Mel Lewis Orchestra
- Central Park North (Solid State, 1969)

Met Stanley Turrentine
- Always Something There (Blue Note, 1968)

Met Dinah Washington
- For Those in Love (EmArcy Records, 1955)

Met Kai Winding
- Dance to the City Beat (Columbia, 1959)

- Bibsys: 3002227
- Biblioteca Nacional de España: XX1716118
- Bibliothèque nationale de France: cb13894256z (data)
- Gemeinsame Normdatei: 134380657
- International Standard Name Identifier: 0000 0001 1658 8687
- Library of Congress Control Number: n91051069
- MusicBrainz: cb5aeeeb-5a39-4927-8bde-2f666ff7724e
- Nationale Bibliotheek van Israël: 987007400448605171
- Nederlandse Thesaurus van Auteursnamen: 074081195
- Réseau des bibliothèques de Suisse occidentale: 02-A003275168
- Istituto Centrale per il Catalogo Unico: DDSV055191
- SNAC: w6mc9kpm
- Système universitaire de documentation: 144221403
- Virtual International Authority File: 64191738
- WorldCat: E39PBJy8v3mR83Yqgtp9QvXWXd